# درع المجتمع الإنجليزي 2011
درع الاتحاد الإنجليزي 2011 (بالإنجليزية: 2011 FA Community Shield)‏ هو الموسم 89 من  درع الاتحاد الإنجليزي. أقيم بتاريخ 7 أغسطس 2011، والذي يشرف على تنظيمه الاتحاد الإنجليزي لكرة القدم، وفاز فيه مانشستر يونايتد.